# Luigi Nelson Pirzio Biroli
Luigi Nelson Pirzio Biroli (Nizza Marittima, 17 gennaio 1859 – Viserba, 1952) è stato un generale e dirigente sportivo italiano.

## Biografia
Nato a Nizza il 17 gennaio 1859, ancora in territorio del Regno di Sardegna, era discendente di una facoltosa famiglia di esploratori. Il secondo nome Nelson gli fu dato in onore di Horatio Nelson. Quando nel 1860 Nizza fu definitivamente annessa alla Francia, assieme alla Savoia, in seguito agli accordi di Plombières (1858) e al trattato di Torino (1860), i suoi numerosi familiari si trasferirono tra Ventimiglia, Bordighera e Torino.
Fu avviato fin da giovane alla carriera militare. Promosso capitano dei Granatieri di Sardegna, espletò servizio a Roma. Per le sue ottime capacità organizzative divenne ispettore generale della nascente forza degli Aerostieri, poi Comandante della Divisione Padova e Generale di Corpo d'Armata. Fu anche un ottimo schermitore e partecipò, a cavallo del secolo, a numerosi tornei di scherma vincendone alcuni, come nel 1903 al club d'armi di Milano. Appassionato sportivo, nel 1913, di stanza nella capitale assieme ai colleghi Gaetano Zoppi e Paolo Spingardi, fu eletto vicepresidente della S.P. Lazio, occupandosi di portare i militari più promettenti a gareggiare con la maglia del sodalizio biancoceleste. Tra questi, Valerio Mengarini, Mario Massetti, Rodolfo De Mori e Renato De Censi, che in seguito saranno valorosi combattenti nella grande guerra
Combatté durante la guerra italo-turca e gli furono conferite due medaglie di bronzo al Valor Militare. Durante la prima guerra mondiale partì col grado di Colonnello dei Granatieri di Sardegna-Cengio. Rimase al comando fino al dicembre 1915; poi fu comandante della "Brigata Pistoia" (35ª e 36ª Brigata Fanteria) e della "Brigata Pavia" (27ª e 28ª Brigata Fanteria) nel 1916. Il 22 agosto 1916 rimase ferito ad una mano durante un assalto austriaco. Alla fine del conflitto fu decorato con una medaglia d'argento con questa motivazione: Durante un intenso bombardamento nemico, essendo scoppiati in una nostra dolina due shrapnels che uccisero e ferirono parecchi militari, con ammirevole slancio e sprezzo del pericolo, benché fosse stato ferito ad una mano, trascurando se stesso, rimaneva esposto per circa venti minuti al fuoco nemico per dirigere personalmente l'opera di soccorso ai feriti. Dolina Sassari, 22 agosto 1916.
Il magg. gen. Luigi Pirzio Biroli era al comando della Brigata Granatieri di Sardegna il 24 ottobre 1915, nella zona del monte Sabotino, nel momento in cui il ten. gen. Gustavo Fara, comandante della IV^ divisione, rimase ferito. Pirzio Biroli diede ordine a quattro granatieri di recare a spalla la barella del generale Fara per il tragitto dal trincerone del Sabotino a Dol, e per la valle Peumica, a Quisca Sola, all'Ospedaletto N° 110. Durante la ritirata di Caporetto riuscì a salvare molto materiale appartenente alla II^ Armata in rotta e a riunire i numerosi sbandati. Nel giugno 1918, il ten. gen. Pirzio Biroli comandava la 17ª div. (brig. Cremona e Pesaro) sotto il IX Corpo d'armata, nella 2ª battaglia del Grappa. Gli fu conferita anche una medaglia di bronzo e la Croce di Guerra. 
Fu nominato Cavaliere dell'Ordine Militare d'Italia il 7 giugno 1923 e Commendatore del Regno nel 1933. A lui è intitolato un parco a Viserba.

## Curiosità
Suo nipote, figlio del fratello Carlo Alberto, fu il generale Alessandro Pirzio Biroli.
Il bisnipote Carlo Pirzio Biroli cadde a Tirana per non arrendersi ai tedeschi e gli fu conferita la medaglia d'oro al valore militare.

## Collegamenti esterni

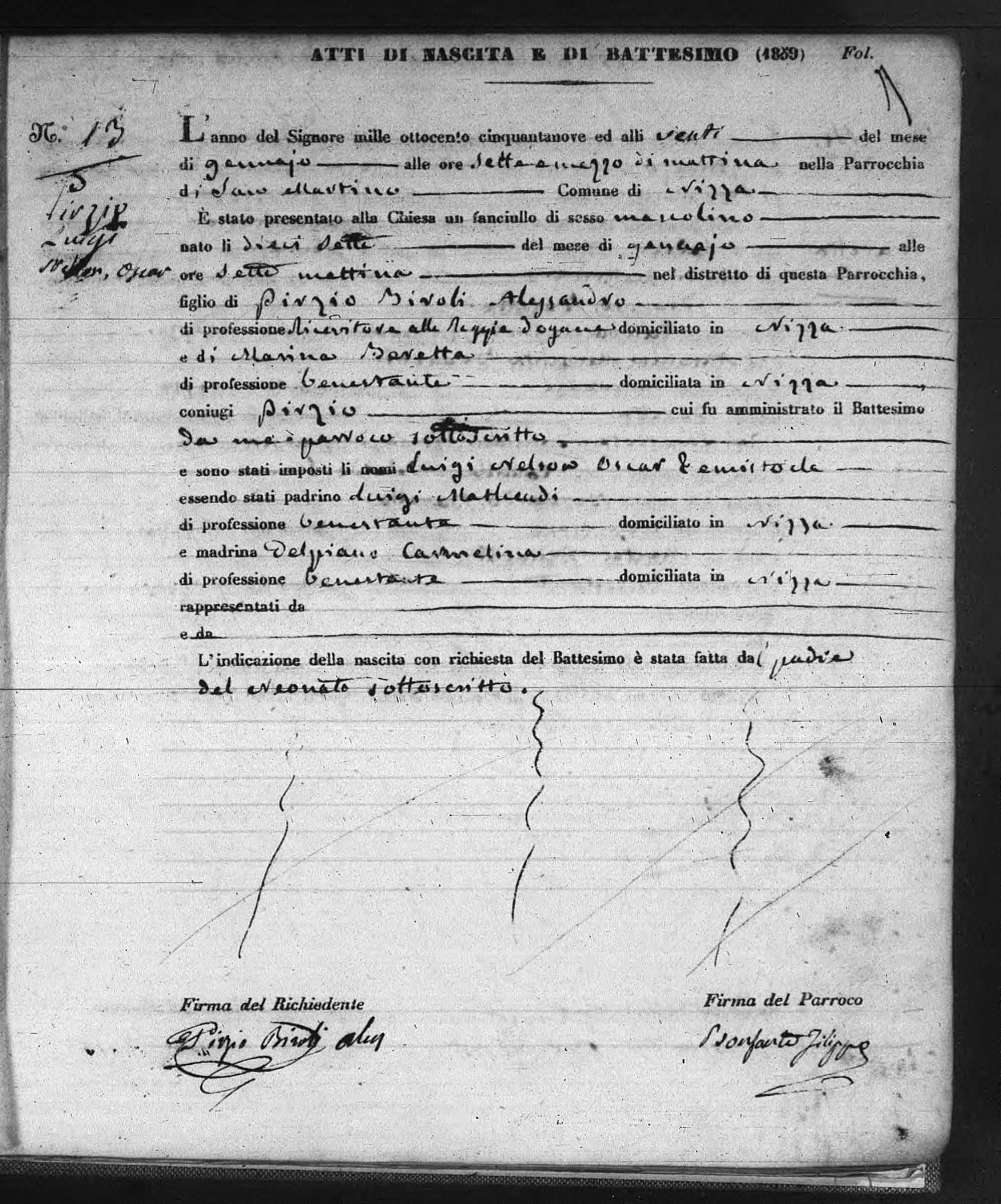
Atti di Nascita e di battesimo